# 九里山街道 (平顶山市)
九里山街道，是中华人民共和国河南省平顶山市湛河区下辖的一个乡镇级行政单位。

## 行政区划
九里山街道下辖以下地区：
山南社区、飞翔社区、凌云社区、飞行社区、光明社区、西苑社区、宏伟社区、李堂社区、叶刘村和芦铁庄村。